# Phylloscopus examinandus
El mosquitero de Kamchatka (Phylloscopus examinandus) es una especie de ave paseriforme de la familia Phylloscopidae propia de los extremos nororiental y sudoriental de Asia. Está cercanamente emparentado con el mosquitero boreal (Phylloscopus borealis) y el mosquitero de Swinhoe (Phylloscopus xanthodryas), de los que anteriormente se consideraba conespecífico.

## Distribución
El mosquitero de Kamchatka es un pájaro migratorio que cría en las penínsulas Chukotka y Kamchatka y las islas de Sajalín, Hokkaido y Kuriles, y migra al sur para pasar el invierno en el archipiélago malayo.